# Киселёв, Владимир Григорьевич
Владимир Григорьевич Киселёв (укр. Володимир Григорович Кисельов; род. 17 сентября 1942, Дербент) — скульптор, работает в области станковой скульптуры и декоративно-прикладного искусства. Медальер. Член Союза художников Украины (1992).
Обучался в Абрамцевском художественно-промышленном училище по специальности «Художественная обработка метала» и закончил его в 1973 году.
В 1992 году стал членом Донецкой областной организации Союза художников Украины. Считается одним из лучших донецких медальеров.
Работает со следующими материалами: дерево, металл, керамика и камень.

## Работы

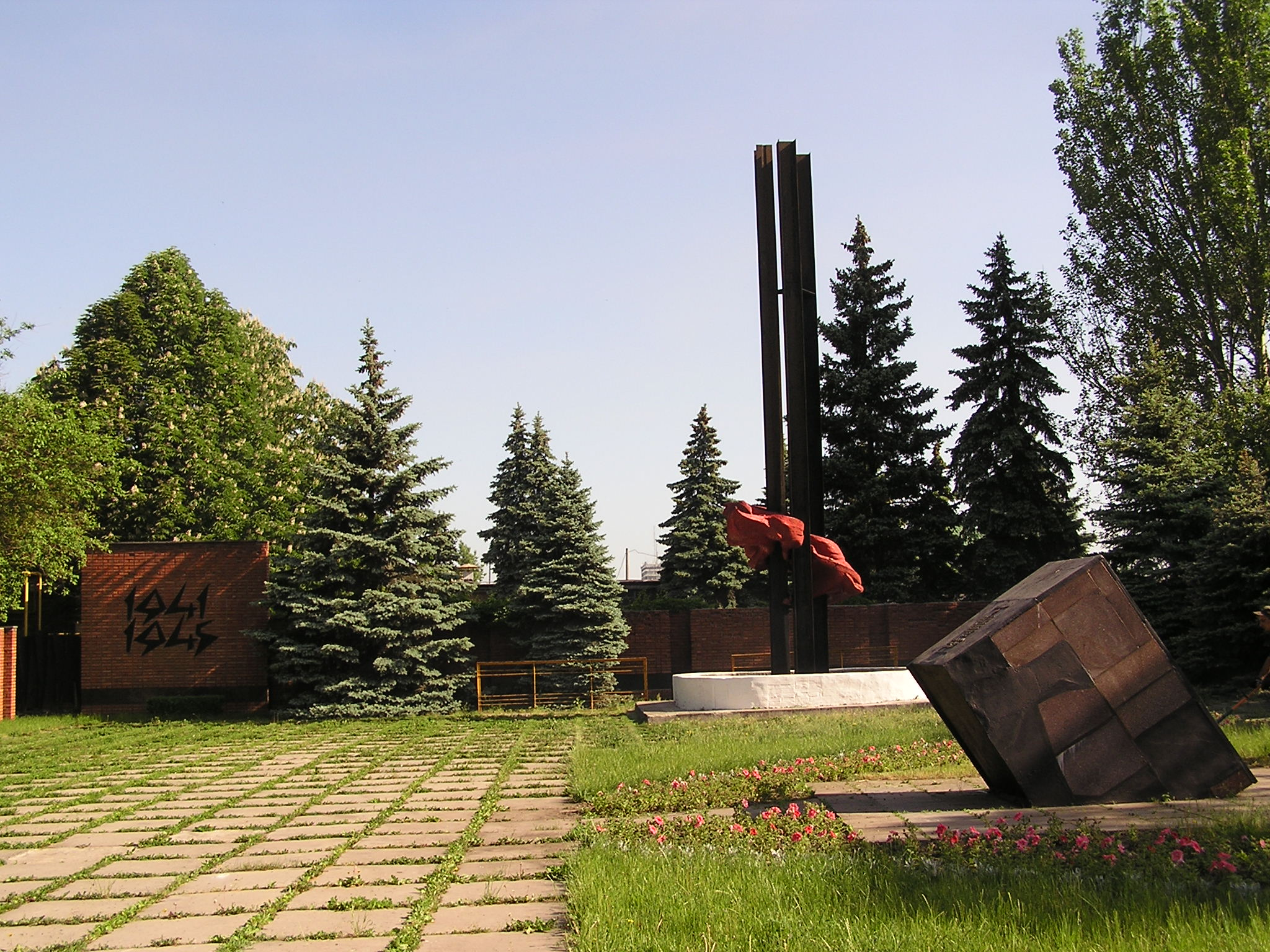
Мемориал у шурфа шахты № 4/4-бис

В 1983 году Киселёв совместно со скульптором В. И. Петрикиным создали мемориальный комплекс возле шурфа шахты 4-4 бис. Мемориал изображает два шурфа и опрокинутую вагонетку. Над одним из шурфов развевающееся каменное знамя.
В последующие годы были созданы:
- «Портрет художника» (1988)
- «Тишина» (1989)
- «Памяти В. Попкова» (1989)
- «Чёрный монах» (1990)
- «Весенний день» (1997)

Скульптуры Киселёва установлены на бульваре Пушкина в Донецке. В 2003 году совместно с Юрием Ивановичем Балдиным создал скифскую композицию, состоящую из трёх бронзовых скульптурных фигур: пекторали, воина и шлема и установленуую в Театральном сквере в Донецке. Все три фигуры — копии произведений скифского искусства.

Скифская композиция
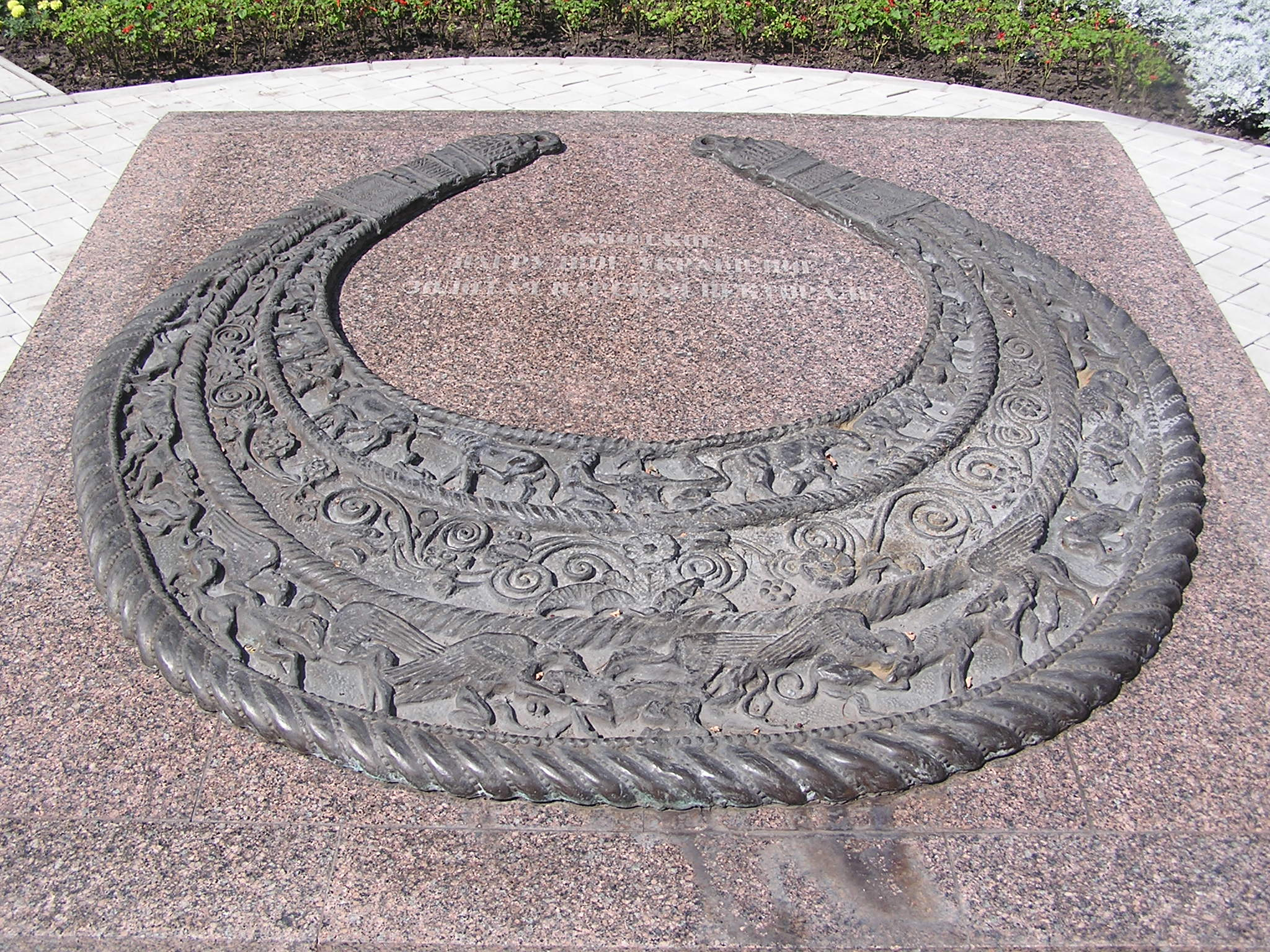
Пектораль в скифской композиции
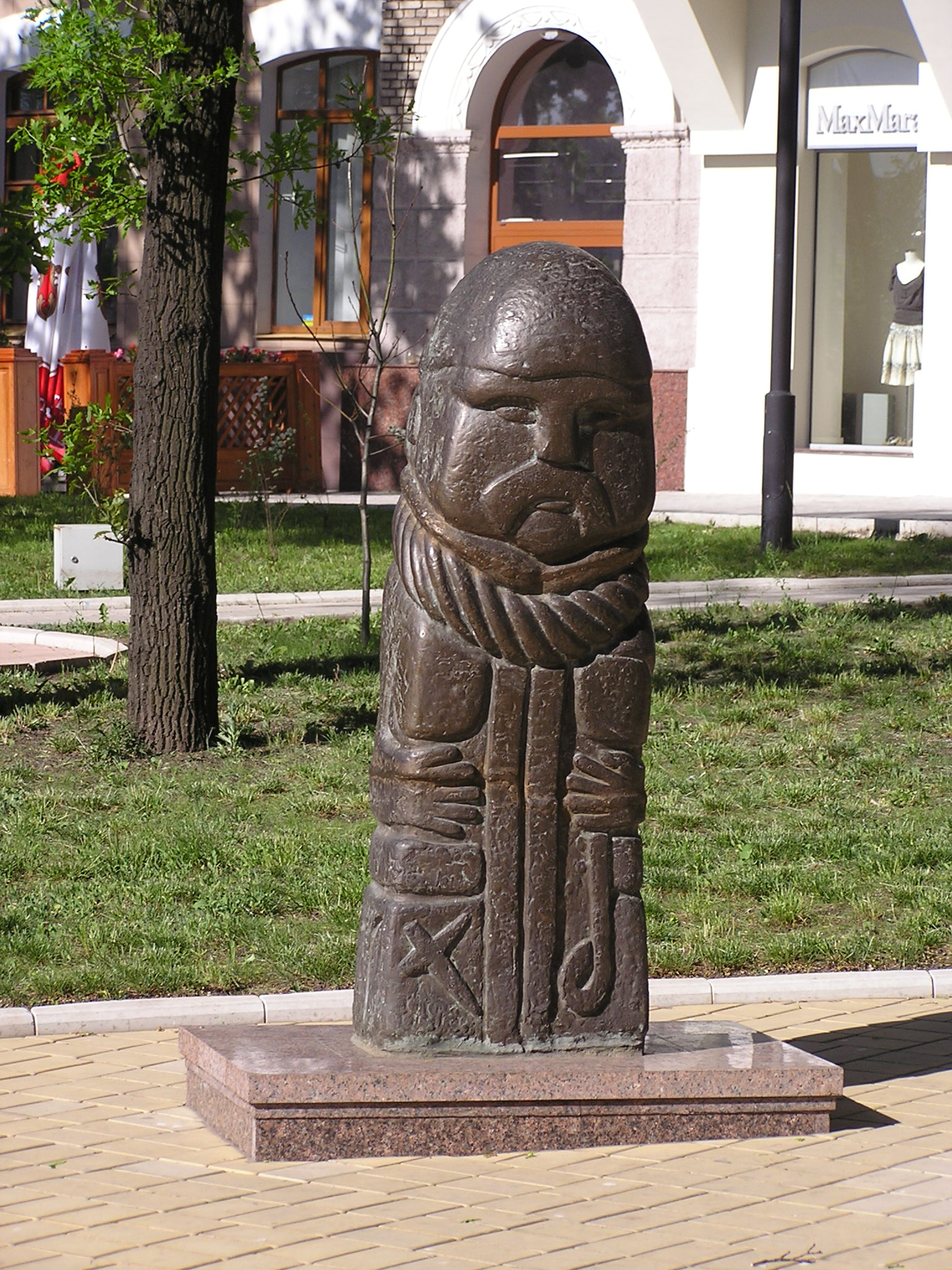
«Золотой скиф»
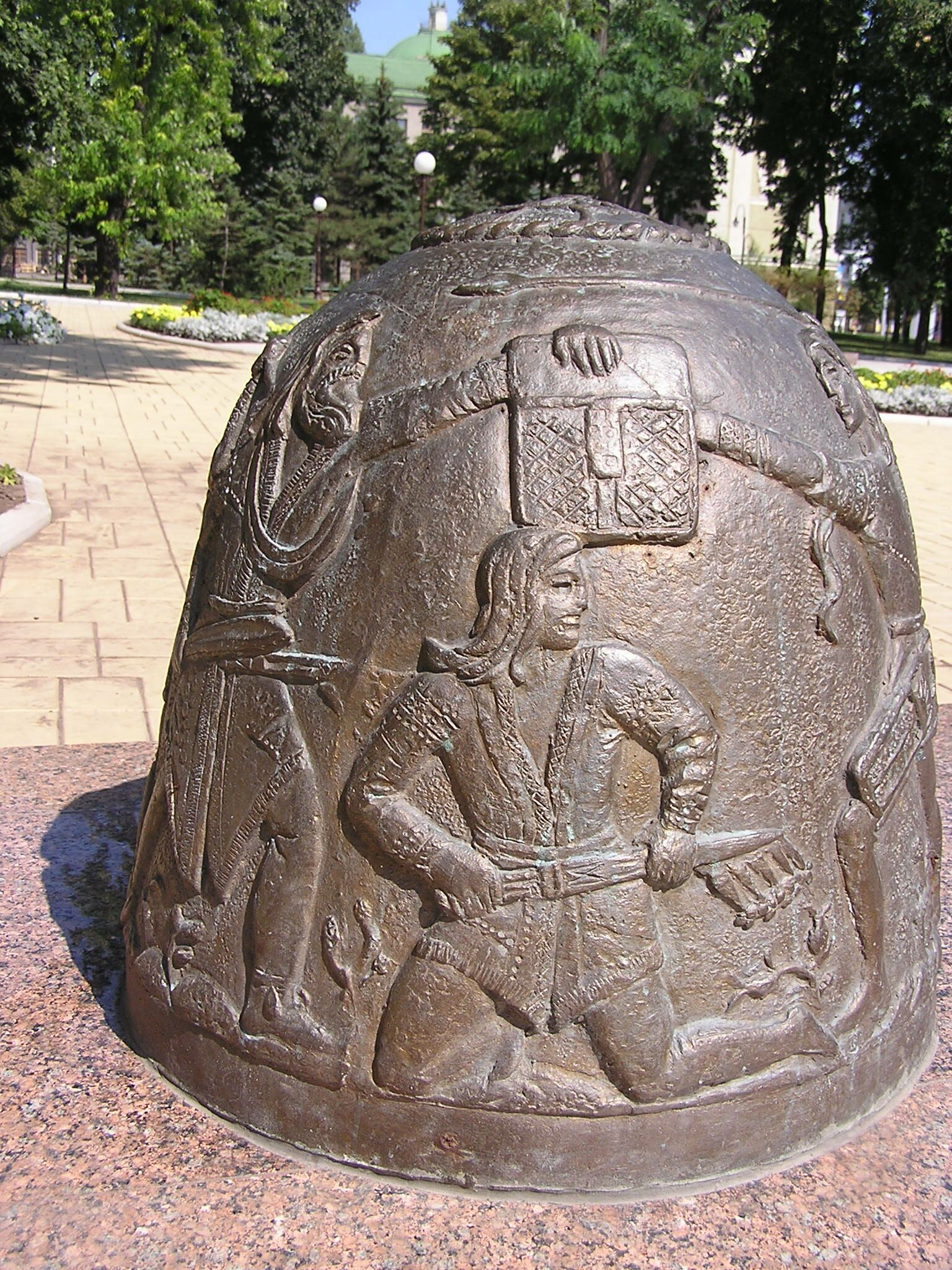
Скифский шлем

## Выставки
Принимал участие в областных и республиканских выставках. Многократно становился лауреатом областной выставки-конкурса «Донецк и дончане».
- «Скульптура Владимира Киселёва» (2010)